# Gerard Batten

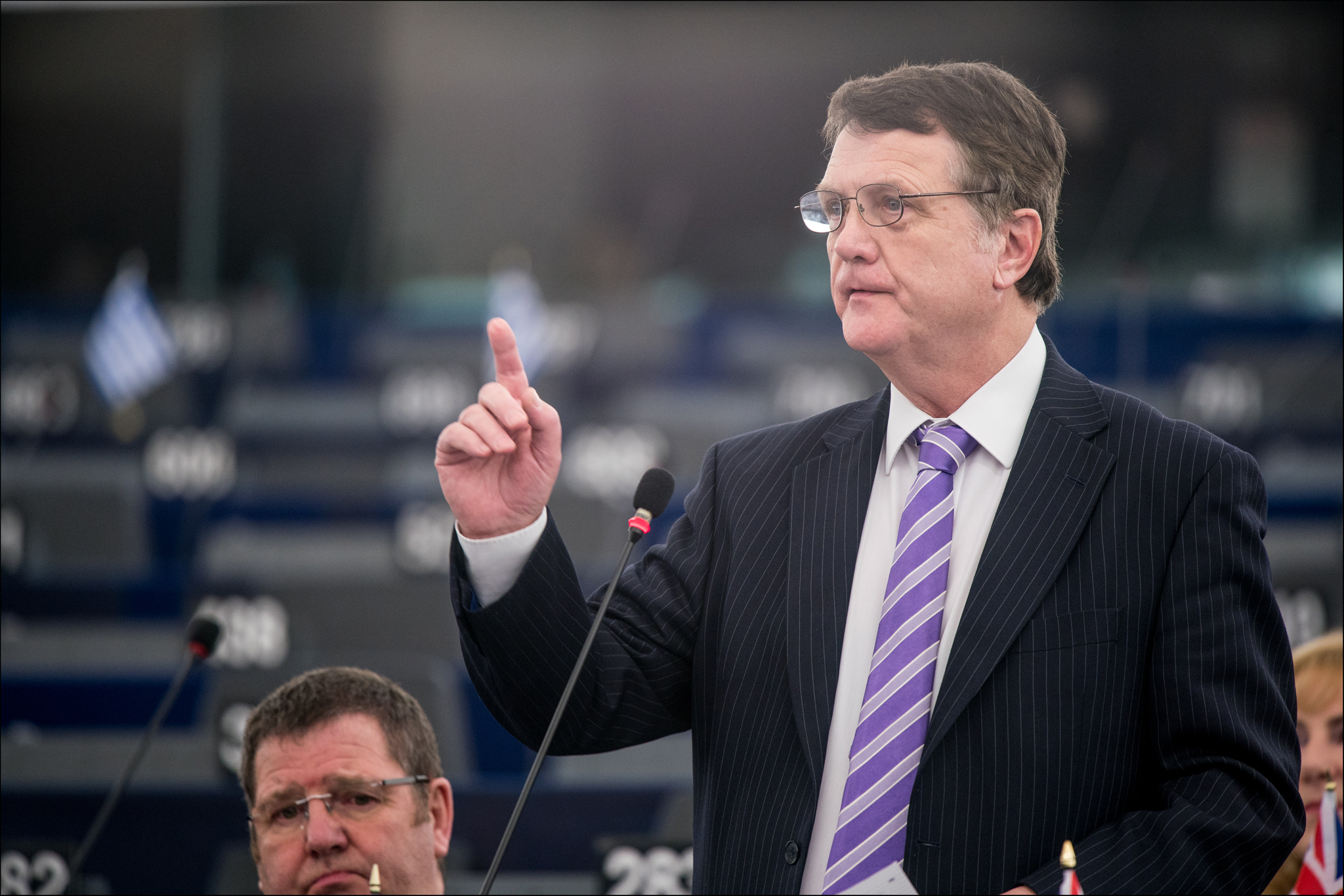
Gerard Batten (2019)

Gerard Batten (* 27. März 1954 in Harold Hil, Essex, heute London Borough of Havering) ist ein britischer Politiker und von 2004 bis zum Austritt Großbritanniens aus der Europäischen Union Europaabgeordneter für die UK Independence Party für London.  2018 bis 2019 war er Vorsitzender der Partei. Innerhalb des Europäischen Parlaments gehörte er den eurokritischen Fraktion Unabhängigkeit und Demokratie, EFD und EFDD an.
Batten, der im Londoner East End aufwuchs, arbeitete von 1972 bis 1976 als Handbuchbinder, bevor er von 1976 bis 2004 als Manager bei der British Telecom (später BT Group) tätig wurde. Politisch betätigt sich Batten für die UK Independence Party, zu deren Gründungsmitgliedern er gehört. So ist Batten seit der Gründung der Partei 1993, bis auf eine Unterbrechung von 1997 bis 2002, Mitglied des Parteivorstands und war von 1994 bis 1997 Parteisekretär der Partei. 2004 wurde Batten erstmals in das Europäische Parlament gewählt. Im November 2009 bewarb er sich um den Vorsitz seiner Partei, unterlag aber gegen Lord Pearson. Nachdem Henry Bolton im Februar 2018 als Parteivorsitzender abgesetzt worden war, übernahm er dessen Amt zunächst kommissarisch, bis er am 14. April 2018 auch offiziell an die Parteispitze gewählt wurde. Einen Gegenkandidaten gab es nicht.
Am 23. November 2018 geriet Batten in die öffentliche Kritik, nachdem er den umstrittenen Tommy Robinson zu einem seiner Berater ernannt hatte. Mehrere Mandats- und Amtsträger verließen die Partei, unter anderem neun Europa-Abgeordnete. Nach einem – gescheiterten – Misstrauensantrag des ehemaligen UKIP-Vorsitzenden Nigel Farage und dessen Austritt aus UKIP verließ Batten die EFDD-Fraktion, deren Vorsitzender Farage ist.

## Posten als MdEP
- Mitglied im Ausschuss für bürgerliche Freiheiten, Justiz und Inneres
- Stellvertreter im Rechtsausschuss[5]